# Ossaranh e Arribarèita
Ossaranh e Arribarèita (en francès i oficialment Osserain-Rivareyte, en basc Ozaraine-Erribareita) és un municipi de parla occitana, que pertany administrativament al departament dels Pirineus Atlàntics (regió de la Nova Aquitània). Limita amb les comunes de Guinarte e Paréntias al nord, Autivièla, Sent Martin e Vidèren al nord-oest, Sent Gladia, Arriba e Munenh a l'est, Arboti-Zohota a l'oest i Domintxaine-Berroeta al sud.

## Demografia
| 1901 | 1962 | 1968 | 1975 | 1982 | 1990 | 1999 |
| ---- | ---- | ---- | ---- | ---- | ---- | ---- |
| 433  | 283  | 256  | 255  | 260  | 266  | 221  |
|      |      |      |      |      |      |      |

## Administració
| Data d'elecció                               | Identitat        | Qualitat |
| -------------------------------------------- | ---------------- | -------- |
| Les dades anteriors a 1995 no són conegudes. |                  |          |
| 1995                                         | Simone Curutchet |          |
| 2001                                         | Simone Curutchet |          |